# 1.Outside
1.Outside är ett konceptalbum av David Bowie inspelat i Mountain Studios, Montreux, Schweiz. Det släpptes den 26 september 1995. Albumet handlar om ett barnamord.
Det var meningen att det 2004 skulle följts upp av albumet 2. Contamination, men det blev inte så då David Bowie i stort sett pensionerat sig efter en hjärtattack på scen.

## Låtlista
Låtar där inget annat anges är skrivna av David Bowie, Brian Eno, Reeves Gabrels, Mike Garson, Erdal Kizilkay och Sterling Campbell.
1. "Leon Takes Us Outside" - 1:25
2. "Outside" (Armstrong, David Bowie) - 4:04
3. "The Hearts Filthy Lesson" - 4:57
4. "A Small Plot of Land" (David Bowie, Brian Eno, Reeves Gabrels, Mike Garson, Erdal Kizilkay) - 6:34
5. "Segue - Baby Grace (A Horrid Cassette)" - 1:39
6. "Hallo Spaceboy" (David Bowie, Brian Eno) - 5:14
7. "The Motel" (David Bowie) - 6:49
8. "I Have Not Been to Oxford Town" (David Bowie, Brian Eno) - 3:47
9. "No Control" (David Bowie, Brian Eno) - 4:33
10. "Segue - Algeria Touchshriek" - 2:03
11. "The Voyeur of Utter Destruction (as Beauty)" (David Bowie, Brian Eno, Reeves Gabrels) - 4:21
12. "Segue - Ramona A. Stone/I Am With Name" - 4:01
13. "Wishful Beginnings" (David Bowie, Brian Eno) - 5:08
14. "We Prick You" (David Bowie, Brian Eno) - 4:33
15. "Segue - Nathan Adler" - 1:00
16. "I'm Deranged" (David Bowie, Brian Eno) - 4:31
17. "Thru' These Architects' Eyes" (David Bowie, Reeves Gabrels) - 4:22
18. "Segue - Nathan Adler" - 0:28
19. "Strangers When We Meet" (David Bowie) - 5:07
20. "Get Real" - 2:49 (Bonusspår på den japanska utgåvan)

## Singlar släppta i samband med detta album
- Hallo Spaceboy
- Strangers When We Meet

## Andra utgåvor
En modifierad utgåva av albumet släpptes på LP under namnet Excerpts from Outside 1995. 1996 släpptes en utgåva namngiven Version 2 med olika material beroende på var i världen den släpptes. I Europa saknades spåret Wishful Beginnings men däremot var sista spåret Pet Shop Boys remix av Hallo Spaceboy. I Australien och Japan släpptes Version 2 som en dubbel-cd innehållande originalalbumet på första skivan och remixer och liveversioner på den andra skivan. 2004 återutgavs albumet som en limiterad dubbel-cd-utgåva.

### Låtlista Excerpts from Outside
1. "Leon Takes Us Outside" - 0:24
2. "Outside" - 4:04
3. "The Hearts Filthy Lesson" - 4:57
4. "A Small Plot of Land" - 6:34
5. "Segue - Baby Grace Blue (A Horrid Cassette)" - 1:39
6. "Hallo Spaceboy" - 5:14
7. "The Motel" - 5:03
8. "I Have Not Been to Oxford Town" - 3:47
9. "The Voyeur of Utter Destruction (as Beauty)" - 4:21
10. "Segue - Ramona A. Stone/I Am With Name" - 4:01
11. "We Prick You" - 4:33
12. "Segue - Nathan Adler" - 1:00
13. "I'm Deranged" - 4:31

### Låtlista för bonusskiva från version 2 (Australien)
1. "Hallo Spaceboy (Pet Shop Boys remix)" - 4:26
2. "Under Pressure (live version)" - 4:08
3. "Moonage Daydream (live version)" - 5:29
4. "The Man Who Sold the World (live version)" - 3:35
5. "Strangers When We Meet" - 4:21
6. "The Hearts Filthy Lesson (Bowie mix)" - 4:56

Den japanska utgåvan av bonusskivan innehöll "Rubber mix" av "The Heart's Filthy Lesson" istället för "Bowie mix" av samma låt.

### Låtlista 2004 års nyutgåva
1. "The Hearts Filthy Lesson (Trent Reznor Alternative Mix)" - 5:20
2. "The Hearts Filthy Lesson (Rubber Mix)" - 7:41
3. "The Hearts Filthy Lesson (Simple Text Mix)" - 6:38
4. "The Hearts Filthy Lesson (Filthy Mix)" - 5:51
5. "The Hearts Filthy Lesson (Good Karma Mix by Tim Simenon)" - 5:00
6. "A Small Plot of Land (Basquiat)" - 2:48
7. "Hallo Spaceboy (12″ Remix)"
8. "Hallo Spaceboy (Double Click Mix)" - 7:47
9. "Hallo Spaceboy (Instrumental)" - 7:41
10. "Hallo Spaceboy (Lost in Space Mix)" - 6:29
11. "I Am With Name (Album Version)" - 4:01
12. "I'm Deranged (Jungle Mix)" - 7:00
13. "Get Real" - 2:49
14. "Nothing to Be Desired" - 2:15

## Medverkande
- David Bowie – sång, saxofon, gitarr, keyboards
- Brian Eno – synthesizer
- Reeves Gabrels – gitarr
- Erdal Kızılçay – bas, keyboards
- Mike Garson – piano
- Sterling Campbell – trummor
- Carlos Alomar – gitarr
- Joey Barron – trummor
- Yossi Fine – bas
- Bryony – kör
- Lola – kör
- Ruby Edwards – kör